# Sandín
Sandín (en carballés Sendín) es una localidad española perteneciente al municipio de Manzanal de Arriba, en la comarca de La Carballeda de la provincia de Zamora.

## Geografía
Se encuentra ubicada en la zona natural de la sierra de la Culebra, en el noroeste de la provincia de Zamora. Las poblaciones más cercanas son Entrepeñas, Manzanal de Arriba y San Salvador de Palazuelo.

## Historia
En la Edad Media, Sandín quedó integrado en el Reino de León, cuyos monarcas acometieron la repoblación del oeste zamorano.
Durante la Edad Moderna, Sandín, estuvo integrado en la provincia de las Tierras del Conde de Benavente y dentro de esta en la receptoría de Benavente.
En todo caso, al reestructurarse las provincias y crearse las actuales en 1833, Sandín pasó a formar parte de la provincia de Zamora, dentro de la Región Leonesa, quedando integrados en 1834 en el partido judicial de Puebla de Sanabria.
Por otro lado, en torno a 1850 el municipio de Sandín se integró en el de Folgoso de la Carballeda, posteriormente renombrado como municipio de Manzanal de Arriba.
La zona más baja del término municipal sufrió la inundación provocada por la construcción del embalse de Cernadilla en la década de los sesenta del siglo XX, lo que llevó a sus moradores a la construcción de nuevas viviendas, del mismo modo que un nuevo templo parroquial.

## Demografía
| Gráfica de evolución demográfica de Sandín entre 2000 y 2020                             |
|                                                                                          |
| Fuente: Instituto Nacional de Estadística de España - Elaboración gráfica por Wikipedia. |

## Fiestas
Sandín presenta dos fiestas patronales, Santiago Apóstol el 25 de julio, y la de Santa Ana el 26 de julio.